# Distretto di Curicaca
Il distretto di Curicaca  è uno dei trentaquattro distretti della provincia di Jauja, in Perù. Si trova nella regione di Junín e si estende su una superficie di 64,68  chilometri quadrati.